# Fernando Pérez Gómez
Fernando Pérez Gómez (Sestao, Vizcaya 1967)  es un comisario de arte y gestor cultural español, residente en Bilbao. Ha sido director del centro de arte de la Alhóndiga denominado Azkuna Zentroa desde mayo del 2018 hasta diciembre del 2024, fecha en la que dimite.

## Trayectoria

### Formación
Su formación la ha desarrollado en diferentes países. Primero su  licenciatura  en Filología Vasca en la Universidad del País Vasco, posteriormente realizó un master en Liderazgo Internacional en Gestión de las Artes Visuales por la Universidad de New York, amplió sus estudios con un postgrado en Políticas Culturales Europeas en la Universidad de Barcelona y master en gestión Cultural, Música, Teatro y Danza por la Universidad Complutense de Madrid y el Instituto Complutense de Ciencias Musicales ICCMU.

### Gestión cultural
Cuenta con una amplia formación en el campo de las artes, ha ejercido como director y coordinador de diferentes festivales y centros de artes visuales, artes escénicas, cine y literatura y ha sido jurado de varios Festivales y Ferias.
Ha llevado la dirección Artística en: Programación creativa en las artes contemporáneas, Festival Belluard de Friburgo, Space UK- , Instituto Cervantes, TPAM (Tokyo Arts Meeting), Plataforma de Festivales de la Escena Contemporánea, CINARS.
 

Ha sido defensor de la cultura y con vocación de servicio público ha desarrollado su labor profesional como Director de Cultura del Gobierno de Navarra, miembro del comité asesor de la Japan Foundation for Performing Arts, miembro del Patronato del Centro de Arte Contemporáneo Huarte y Secretario del patronato de la Fundación Museo Jorge Oteiza.

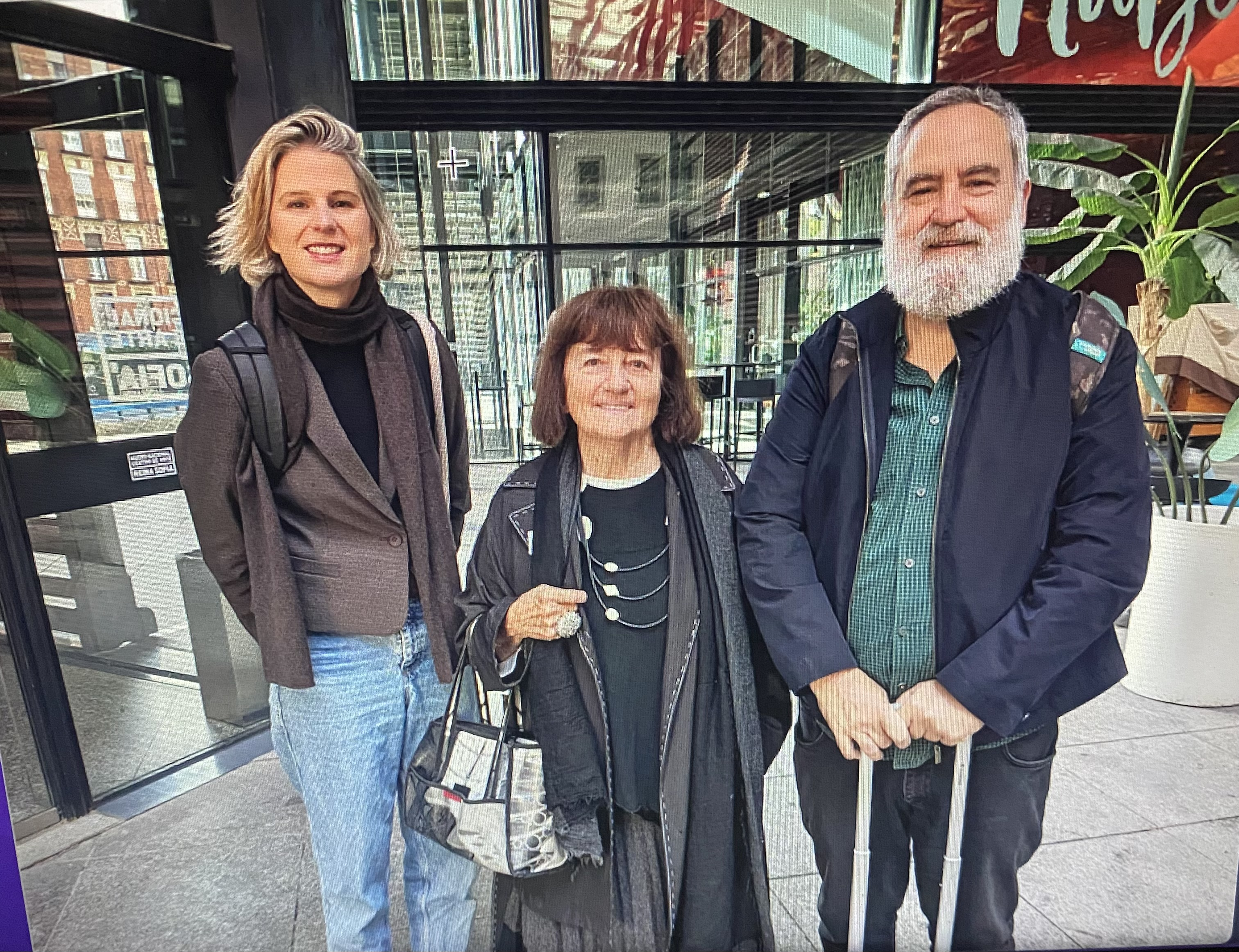
En el Museo Reina Sofía de Madrid con Violeta Janeiro y Marisa González en el año 2024

Forma parte de diferentes comisiones y proyectos de gestión cultural y las artes a nivel internacional y estatal. Ha coordinado exposiciones como la retrospectiva de Guerrilla Girls “Guerrilla Girls 1985-2013” (2013). Fernando Pérez ha coordinado también Festivales como “Gutun Zuria, Festival Internacional de las Letras de Bilbao” o “321, Encuentro de Nuevas Formas Artísticas”.
En Bilbao, impulsó y dirigió el Festival de Teatro Actual y Danza Contemporánea (BAD), el Festival de las Artes de la Calle, y coordinó el programa de Residencias Artísticas, y la programación del Festival de Cine Fantástico de Bilbao.

### Jurado
En diferentes instituciones ha sido jurado como en Madrid en el consolidado programa de presentación de artistas jóvenes denominado Generaciones 2020 de La Casa Encendida y en Tenerife en el Laboratorio LEAL-LAV, asi como en diferentes programas, y concursos.